# Cissus picardae
Cissus picardae là một loài thực vật hai lá mầm trong họ Nho. Loài này được Urb. miêu tả khoa học đầu tiên năm 1902.